# Juan Carlos Blanco Fernández
Juan Carlos Blanco Fernández (*1847 - 13 de gener de 1910) fou un legislador i ministre uruguaià.

## Família
Va néixer el 1847, fill de Pablo María Blanco i de Rita Fernández. La seva instrucció bàsica va estar a càrrec del Col·legi dels Pares Escolapis, i el 1865 va començar els seus estudis a la Facultat de Dret.
El 9 d'agost de 1877 es va casar amb Luisa Acevedo Vásquez (filla del jurista Eduardo Acevedo Maturana), fruit del qual neixen set fills, Juan Carlos, Pablo, Eduardo,  Daniel, Luisa (mare de la poetessa Susana Soca Blanco), María i Sara.

## Actuació professional
El 1868 es poden situar les seves primeres actuacions públiques, entre les quals hi ha la participació com a vocal de la primera Comissió Directiva de la Societat d'Amics de l'Educació Popular, la qual estava integrada a més, per Elbio Fernández, Eduardo Brito del Pino, Carlos Ambrosio Lerena, José Pedro Varela, Carlos María Ramírez, José Arechavaleta, Eliseo Outes i Alfredo Vásquez Acevedo.
El 1870 es va graduar en Dret. Aquest mateix any es va convertir en un dels socis-fundadors del Club Universitari, el qual va presidir. També va ser soci fundador de l'Ateneu de Montevideo.

### Carrera política
El 1873 va ocupar una banca de diputat per Montevideo. En anys successius va exercir diferents càrrecs públics, tant dins del Partit Colorado com dins del Partit Constitucional. També va ser elegit diverses vegades senador i va oficiar de president d'aquest cos legislatiu.
Per un breu període es va absentar del país davant la dictadura militar de Lorenzo Latorre. En tornar es va adherir al moviment intel·lectual de l'Ateneu.
Per uns mesos el 1886 va exercir com a ministre d'Afers Exteriors al "Gabinet de Conciliació" del president Máximo Santos.
Entre 1887 i 1889 se li va atorgar la presidència de l'Ateneu de Montevideo, i és allà on va dictar la càtedra de filosofia.
El 1898, sota la dictadura de Juan Lindolfo Cuestas, va ser president del Consell d'Estat de l'any 1898. Cap al final de la seva vida, el 1907 va exercir com a president del Banc de la República Oriental de l'Uruguai.